# هوخبرگاخ
هوخبرگاخ (به آلمانی: Hochburg-Ach) یک منطقهٔ مسکونی در اتریش است که در برونو آم این واقع شده‌است. هوخبرگاخ ۴۰٫۰۹ کیلومتر مربع مساحت دارد ۴۶۲ متر بالاتر از سطح دریا واقع شده‌است.